# فرودگاه منطقه‌ای براکویل-تاوزند آیلندز در تاکابری
فرودگاه منطقه‌ای براکویل-تاوزند آیلندز در تاکابری (به انگلیسی: Brockville-Thousand Islands Regional Tackaberry Airport) یک فرودگاه همگانی باربری با کد یاتا XBR است که یک باند فرود آسفالت دارد و طول باند آن ۱۳۷۱ متر است. این فرودگاه در کشور کانادا قرار دارد و در ارتفاع ۱۲۳ متری از سطح دریا واقع شده‌است.